# زینایدا بوتشانتزوا
زینایدا بوتشانتزوا (انگلیسی: Zinaida Botschantzeva; ۱۰ اوت ۱۹۰۷ – ۱۷ اوت ۱۹۷۳) دانشمند در زمینه گیاه‌شناسی اهل اتحاد جماهیر شوروی سوسیالیستی بود.
وی همچنین برندهٔ جوایزی همچون نشان لنین شده‌است.